# Syringodium
Syringodium es un género botánico de plantas marinas perteneciente a la familia Cymodoceaceae.  Tiene dos especies de hierbas marinas que se extienden por todos los océanos.

## Descripción
Tiene tallos rizomatosos lisos, con 1-3 raíces ramificadas por nudo. Hojas 2-3; ápice de la vaina 2-auriculada y ligulada; lámina cilíndrica, el ápice ligeramente comprimido con 2-4 dientecillos. Inflorescencia cimosa; flores protegidas por 2 brácteas muy parecidas a la lámina de las hojas estériles pero más pequeñas. Flores estaminadas pediculadas; anteras connatas en la base, del mismo tamaño. Carpelos con 2 estilos largos. Fruto elipsoide, ligeramente comprimido lateralmente.

## Taxonomía
El género fue descrito por Friedrich Traugott Kützing  y publicado en Algae Marinae Exsiccatae 9: 426. 1860. La especie tipo es: Syringodium filiforme

## Especies aceptadas
A continuación se brinda un listado de las especies del género Syringodium aceptadas hasta mayo de 2013, ordenadas alfabéticamente. Para cada una se indica el nombre binomial seguido del autor, abreviado según las convenciones y usos.
- Syringodium filiforme
- Syringodium isoetifolium